# Elysia patina
Elysia patina is een slakkensoort uit de familie van de Plakobranchidae. De wetenschappelijke naam van de soort is voor het eerst geldig gepubliceerd in 1980 door Ev. Marcus.